# Xestia invenusta
Xestia invenusta är en fjärilsart som beskrevs av Igor Kozhanchikov 1925. Xestia invenusta ingår i släktet Xestia och familjen nattflyn. Inga underarter finns listade i Catalogue of Life.